# Akihiro Sato (fodboldspiller, født august 1986)
 For alternative betydninger, se Akihiro Sato. (Se også artikler, som begynder med Akihiro Sato)
Akihiro Sato (født 30. august 1986) er en japansk fodboldspiller, som spiller for den japanske fodboldklub Montedio Yamagata.